# Sicherheitsetikett

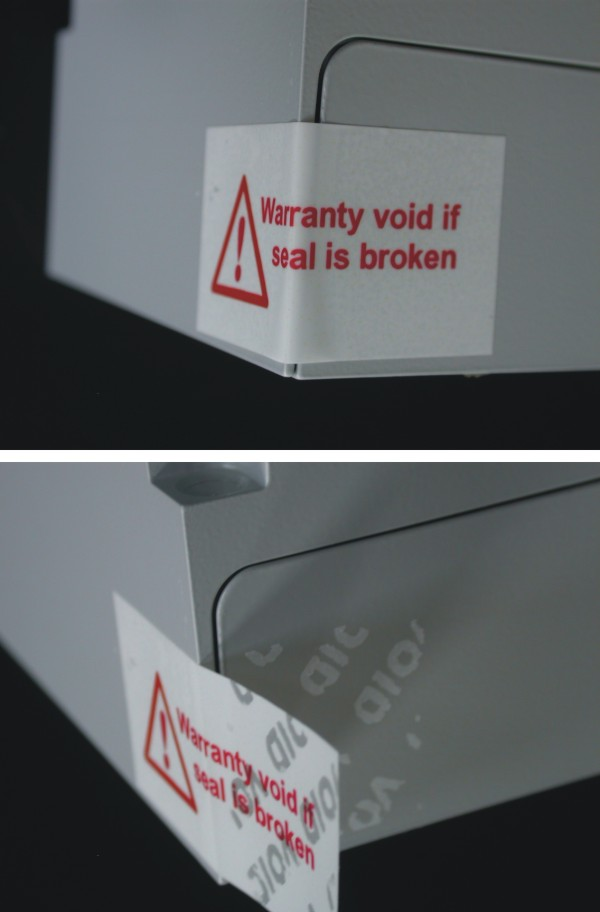
Void-Folie. Beim Ablösen verbleibt ein Schriftzug auf der Klebefläche

Ein Sicherheitsetikett dient zur Verhinderung der Manipulation an Etiketten oder dem Öffnen von technischen Geräten sowie der Verhinderung von Warenfälschungen.
Es gibt sie in verschiedenen Ausführungen:
| Musterfolie                   | Dieses Etikett besteht aus einer mehrschichtigen silbernen Polyesterfolie. Beim Versuch ein solches Etikett abzulösen, verbleibt auf dem Untergrund ein Schachbrettmuster oder Rautenmuster und das Etikett ist unwiderruflich zerstört. Auf Grund des Schachbrettmusters wird dies auch „Checkerboard-Folie“ genannt. |
| Void-Folie                    | Beim Versuch, ein solches Etikett vom Untergrund abzulösen, verbleibt ein "Void"-Schriftzug (oder ein anderer Text) auf dem Untergrund. |
| Dokumentenfolie               | Das Etikett besteht aus einer speziellen PE-Folie. Beim Versuch, ein solches Etikett abzulösen zerreißt die Folie in kleine Stücke. Ein Wiederzusammensetzen ist nicht möglich. |
| Hologrammfolie                | Diese werden kundenspezifisch gefertigt und beinhalten zum Beispiel ein Firmenlogo und eine Seriennummer. Somit werden Fälschungen erschwert, da es aufwändig ist, diese Etiketten nachzudrucken. |
| Siegeletikett                 | Ein Etikett wird über 2 Gehäusehälften geklebt. Beim Öffnen des Gehäuses würde das Etikett zerreißen. Ein Schriftzug "warranty void if seal is broken" oder ähnlich weist den Nutzer darauf hin, dass das Gehäuse nicht geöffnet werden darf                                                                           |
| Folie mit Sicherheitsstanzung | Die Etiketten-Folie ist vorgestanzt und lässt sich nach dem ersten Verkleben nicht mehr am Stück entfernen, sondern reißt an der Stanzung ein. |

## Anwendungen
Es gibt sehr vielfältige Anwendungsmöglichkeiten, zum Beispiel:
- Schutz vor Manipulationen von Waren und Produkten,
- Schutz wichtiger, persönlicher oder geschäftlicher Dokumente,
- Versiegelung von Hygieneartikeln,
- Eindeutige Identifizierung von Produkten anhand der aufgedruckten Seriennummer,
- Schutz vor unrechtmäßiger Vervielfältigung (Kopieren) von Gutscheinen.